# متمم چهارم قانون اساسی ایالات متحده آمریکا

اصل منشور در اداره آرشیو ملی آمریکا

متمم چهارم قانون اساسی ایالات متحده آمریکا (به انگلیسی: Fourth Amendment to the United States Constitution) یکی از اصلاحیه‌های منشور حقوق ایالات متحده آمریکا است.
بر طبق این سند:
«حق امنیت جان، مسکن، اوراق و اسناد و مصونیت دارایی‌های مردم در برابر تفتیش و توقیف غیر موجه تضمین می‌شود و هیچ گونه حکم بازداشت اشخاص یا توقیف اموال صادر نمی‌شود، مگر برپایه یک دلیل محتمل با سوگند یا اعلام رسمی و محل مورد تفتیش و اشخاص یا اموالی که باید توقیف شود دقیقاً باید مشخص شود.»